# High School (film, 1940)
Pour les articles homonymes, voir High school.
Pour plus de détails, voir Fiche technique et Distribution.
High School est un film américain en noir et blanc réalisé par George Nichols Jr., sorti en 1940.

## Synopsis
Au Texas, Jane Wallace, treize ans, vit dans un ranch isolé où elle est scolarisée à domicile. Vrai garçon manqué, son comportement fougueux et impertinent désespère ses professeurs. Pour lui donner une bonne leçon de vie, son veuf de père décide de l'envoyer dans un lycée public de San Antonio. Là, elle va apprendre qu'un comportement arrogant n'apporte ni amis ni plaisir.

## Fiche technique
- Titre : High School
- Réalisateur : George Nichols Jr.
- Assistant-réalisateur : Sid Bowen
- Scénario : Jack Jungmeyer, Edith Skouras, Harold Tarshis
- Photographie : Lucien Andriot
- Montage : Harry Reynolds
- Musique : Samuel Kaylin (en), Gene Rose
- Direction artistique : Richard Day, George Dudley
- Son : William H. Anderson, George Leverett
- Producteur : Sol M. Wurtzel
- Société de Production : Twentieth Century Fox Film Corporation
- Pays de production :  États-Unis
- Langue originale : anglais américain
- Format : Noir et blanc — 35 mm — 1,37:1 — son : mono
- Genre : comédie, teen movie
- Durée : 74 minutes (1 h 14)
- Date de sortie :
  - États-Unis : 26 janvier 1940

## Distribution
- Jane Withers : Jane Wallace
- Joe Brown Jr. : Slats Roberts
- Paul Harvey : James Wallace
- Lloyd Corrigan : Dr. Henry Wallace
- Cliff Edwards : Jeff
- Claire Du Brey : Miss Huggins
- Lillian Porter : Cuddles
- Lynne Roberts : Carol Roberts
- John Kellogg : Tommy Lee
- Emma Dunn : Mrs. O'Neill

Acteurs non crédités
- Luis Alberni : Signor Cicero
- Wade Boteler : McDonald
- Heinie Conklin
- Harold Goodwin : un gangster
- Grace Hayle : Miss Cummings
- Robert Homans : un policier
- Fred Kelsey : brocanteur
- Joan Leslie : Patsy
- Lon McCallister
- Frank McGrath : étudiant dans la bagarre
- Frank M. Thomas : le professeur d'histoire